# Pallavolo ai I Giochi della Croce del Sud
I tornei di pallavolo ai I Giochi della Croce del Sud si sono disputati durante la I edizione dei Giochi della Croce del Sud, che si è svolta a La Paz nel 1978.

## Podi
| Evento                      | Oro       | Argento  | Bronzo   |
| Torneo maschile (dettagli)  | Argentina | Bolivia  | Paraguay |
| Torneo femminile (dettagli) | Bolivia   | Paraguay | -        |